# Carl David af Wirsén
Carl David af Wirsén (ur. 9 grudnia 1842 w Vallentunie, zm. 12 czerwca 1912 w Sztokholmie) – był szwedzkim poetą i krytykiem literackim.

## Życiorys
Studiował na Uniwersytecie w Uppsali, gdzie w 1866 uzyskał doktorat. W 1879 został szefem jednego z działów Akademii Szwedzkiej, a w 1884 sekretarzem Akademii Szwedzkiej. Tworzył poezję postromantyczną, pozostając pod wpływem Esaiasa Tegnéra i Erika Stagneliusa, w której podejmował głównie tematykę religijną. W 1893 wydał zbiór wierszy zbiór Toner och sägner (Tony i legendy). Wywierał znaczny wpływ na kształt szwedzkiej literatury i na politykę przyznawania nagród Nobla. Miał poglądy zdecydowanie konserwatywne.